# Taça de Portugal 1950/51
Die Taça de Portugal 1950/51 war die elfte Austragung des portugiesischen Pokalwettbewerbs. Er wurde vom portugiesischen Fußballverband ausgetragen. Das Finale fand am 10. Juni 1951 im Estádio Nacional von Oeiras statt. Pokalsieger wurde Titelverteidiger Benfica Lissabon.
Bis zum Halbfinale wurden alle Begegnungen in Hin- und Rückspiel ausgetragen. Bei Gleichstand in den beiden Spielen gab es ein Entscheidungsspiel.

## Teilnehmende Teams
| Primeira Divisão (14) | Madeira-Meister (1) |
| --- | ------------------- |
| - Académica de Coimbra - Atlético CP - Belenenses Lissabon - Benfica Lissabon - Boavista Porto - SC Covilhã - GD Estoril Praia - SC Olhanense - Clube Oriental de Lisboa - FC Porto - Sporting Braga - Sporting Lissabon - Vitória Guimarães - Vitória Setúbal | - Marítimo Funchal  |

## Achtelfinale
|                          | Gesamt |                      | Hinspiel | Rückspiel |
| ------------------------ | ------ | -------------------- | -------- | --------- |
| Boavista Porto           | 2:8    | GD Estoril Praia     | 1:5      | 1:3       |
| Benfica Lissabon         | 9:6    | SC Covilhã           | 4:1      | 5:5       |
| SC Olhanense             | 00:12  | FC Porto             | 0:1      | 00:11     |
| Sporting Lissabon        | 1:2    | Belenenses Lissabon  | 0:0      | 1:2       |
| Vitória Setúbal          | 3:4    | Vitória Guimarães    | 2:1      | 1:3       |
| Atlético CP              | 2:2    | Sporting Braga       | 2:1      | 0:1       |
| Clube Oriental de Lisboa | 5:6    | Académica de Coimbra | 2:3      | 3:3       |

### Entscheidungsspiel
|             | Ergebnis |                |
| ----------- | -------- | -------------- |
| Atlético CP | 3:0      | Sporting Braga |

## Viertelfinale
Der Madeira-Meister stieg in dieser Runde ein
|                      | Gesamt |                   | Hinspiel | Rückspiel |
| -------------------- | ------ | ----------------- | -------- | --------- |
| Académica de Coimbra | 3:1    | Vitória Guimarães | 3:1      | 0:0       |
| Belenenses Lissabon  | 2:0    | FC Porto          | 2:0      | 0:0       |
| Marítimo Funchal     | 1:5    | Benfica Lissabon  | 0:3      | 1:2       |
| GD Estoril Praia     | 0:3    | Atlético CP       | 0:3      | w. o.     |

## Halbfinale
|                     | Gesamt |                      | Hinspiel | Rückspiel |
| ------------------- | ------ | -------------------- | -------- | --------- |
| Atlético CP         | 3:6    | Benfica Lissabon     | 3:5      | 0:1       |
| Belenenses Lissabon | 3:6    | Académica de Coimbra | 3:3      | 0:3       |

## Finale
| Paarung              | Benfica Lissabon – Académica de Coimbra |
| Ergebnis             | 5:1 (2:0) |
| Datum                | 10. Juni 1951 |
| Stadion              | Estádio Nacional, Oeiras |
| Schiedsrichter       | Paulo de Oliveira |
| Tore                 | 0:1 João Macedo (1.) 1:1 Rogério Pipi (7.) 2:1 Arsénio Duarte (13.) 3:1 Rogério Pipi (55.) 4:1 Rogério Pipi (63.) 5:1 Rogério Pipi (77.)                                                                            |
| Benfica Lissabon     | José Bastos – Félix Antunes, Artur Santos, Joaquim Fernandes, José Rosário, Rogério Pipi, Francisco Moreira, Eduardo José Corona, Francisco Ferreira – José Águas, Arsénio Duarte Cheftrainer: Ted Smith ( England) |
| Académica de Coimbra | Manuel Capela – Joaquim Branco, António Melo, José Miguel – Pedro Azeredo, Mário Torres – António Bentes, Álvaro Duarte, Rui Gil, João Macedo, Nana Cheftrainer: Oscar Tellechea ( Argentinien)                     |